# André Almeida
Pour le cycliste, voir André Almeida (cyclisme).
Pour les articles homonymes, voir Almeida (homonymie).
André Almeida, de son nom complet André Gomes Magalhães de Almeida, est un footballeur portugais né le 9 octobre 1990 à Lisbonne. Il évolue aux postes d'arrière droit et parfois de milieu droit.

## Palmarès

### En club
Avec Benfica :
- Champion du Portugal en 2014, 2015, 2016, 2017 et 2019
- Vainqueur de la Coupe du Portugal en 2014 et 2017
- Vainqueur de la Coupe de la Ligue portugaise en 2012,  2014, 2015 et 2016